# Kałożycy (osiedle)
Kałożycy (ros. Каложицы) – osiedle w Rosji, w obwodzie leningradzkim, w rejonie wołosowskim. W 2010 liczyło 664 mieszkańców.